# Eleonora di Poitiers
Eleonora di Poitiers (Poitiers, 1444 circa – 1509 circa) è stata una letterata francese, figlia della contessa di Poitiers e viscontessa di Furnes.

## Biografia
Era una dei tanti figli di Isabella di Sousa, discendente della Casata del Portogallo e dama di compagnia di Isabella del Portogallo e di Giovanni di Poitiers, signore di Arcis-sur-Aube, che sposò nel 1429. Eleonora rimase in Borgogna per sette anni, prima di sposarsi con Guglielmo di Stavele, visconte di Furnes nelle Fiandre ed ebbero tre figli.
Oltre alle sue osservazioni, Eleonora cita quelle di sua madre e quelle di Giovanna di Harcourt, moglie del conte Guglielmo II di Namur nel 1391. La raccolta risultante delle usanze della corte francese abbraccia tre generazioni di donne e più di un secolo.

## Opere
Eleonora di Poitiers è conosciuta come l'autrice di Les honneurs de la cour (in italiano, Gli onori di corte), un'opera sull'etichetta di corte scritta tra il 1484 e il 1491. Fornisce dettagli sulla struttura e le regole del rituale di corte, nonché sull'etichetta appropriata a seconda delle diverse classi e situazioni sociali. Era particolarmente interessata alle convenzioni osservate quando donne di diverso rango giacevano nella camera del parto. Gli onori di corte non devono essere confusi con Honneurs de la Cour (in italiano, Onori di corte), un libro del XVIII secolo utilizzato per determinare il rango di un nobile.